# Armen Sarkissian
Armen Vardani Sarkissian (armensk: Արմեն Վարդանի Սարգսյան; også transskriberet som Sarksyan og Sargsyan, født 23. juni 1952) er en armensk politiker, fysiker og datalog, der var Armeniens præsident fra 9. april 2018 til 23. januar 2022. Han var Armeniens premierminister fra 4. november 1996 til 20. marts 1997 og var landets længst siddende ambassadør i Det Forenede Kongerige fra 1998 til 2018. Sarkissian blev valgt til præsident den 2. marts 2018 og overtog posten den 9. april 2018. Han fratrådte den 23. januar 2022.